# BMW 1800

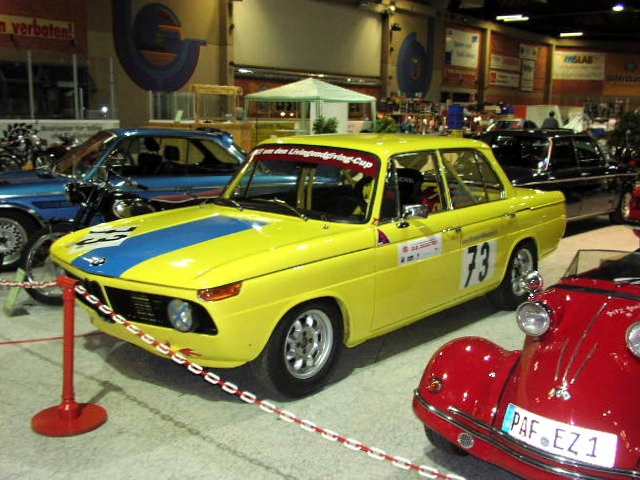
BMW 1800 TI

In 1963 introduceerde BMW de 1800. De 1800 deelde de carrosserie met de 1500, de eerste echte BMW 'Neue Klasse'. Ook het mechanische gedeelte verschilde weinig. De 1800 maakte gebruik van de opgeboorde motor uit de 1500. De cilinderinhoud bedroeg nu 1773 cc. Het vermogen werd vergroot naar 90 pk. Qua overbrenging werd er een manuele versnellingsbak met 4 verhoudingen ingebouwd. In 1966 kon de 1800 uitgerust worden met een 3-traps automaat. De wagen onderging een face-lift in 1967:er was een nieuw dashboard aanwezig. Eveneens werden de deurpanelen gewijzigd. Uiterlijk gebruikte BMW een nieuwe grille en andere koplampen. Na 1971 bedroeg de cilinderinhoud 1766 cc. De productie eindigde in 1972.
Op deze basis ontstond de 1800 TI- en TI/SA-varianten. De toevoeging 'TI' stond voor 'Tourisme International'. Die BMW's hadden veel succes in races. Tegenwoordig zijn de TI- en TI/SA varianten zeldzaam vanwege het kleine productieaantal (18.417 exemplaren van de TI en 200 van de TI/SA).